# Jon Oliva
(Jim Morris)
John Nicolas Oliva (The Bronx, 22 luglio 1959) è un cantante e tastierista statunitense.
Meglio conosciuto come Jon Oliva, è stato il fondatore nonché cantante dei Savatage. Fu il terzo di quattro figli. Il suo fratello più piccolo era Criss Oliva, chitarrista e cofondatore dei Savatage.

## Biografia
Famoso in maggior parte per il suo ruolo di uomo-immagine e cantante dei Savatage, Jon Oliva ha anche composto musica per la Trans-Siberian Orchestra, ha diretto nel 1993 il progetto Dr. Butcher e nel 2005 il suo personale album con i Jon Oliva's Pain. Oliva è soprannominato dai suoi fan The Mountain King. Oliva all'inizio soffrì di problemi legati all'abuso di stupefacenti, che raggiunsero il loro picco durante il tour dell'album Hall of the Mountain King.
Jon è stato frequentemente visto insieme al frontman dei Megadeth Dave Mustaine, il quale proprio in quel periodo era un consumatore di droghe. L'album più tardo Streets: A Rock Opera può essere considerato in questo caso una sorta di resoconto autobiografico, sebbene Oliva lo neghi. Nel 1992, Oliva lasciò il ruolo di cantante dei Savatage, ma continuò i tour della band, suonando le tastiere sul palco. Fu sostituito dal cantante Zachary Stevens.
I Savatage continuarono comunque con la pubblicazione di Edge of Thorns nel 1993. Ma una tragedia colpì la band, quando il 17 ottobre 1993, il fratello più giovane di Jon, Criss Oliva, fu ucciso in un tragico incidente d'auto mentre tornava a casa da uno spettacolo a Tampa, in Florida. L'album del 1994 dei Savatage Handful of Rain è considerato il tributo di Jon al fratello. Jon tornò a cantare per l'album dei Savatage Dead Winter Dead, uscito nel 1995, cantando le canzoni I am e Doesn't Matter Anyway.
Nel 2001, dopo l'abbandono della band da parte di Zach Stevens a causa di problemi familiari, Jon tornò a prestare la sua voce per il nuovo album dei Savatage, Poets and Madmen. È stata la sua prima apparizione come cantante principale dei Savatage in dieci anni. Dopo aver svolto tour con la Trans-Siberian Orchestra, Oliva formò la sua band personale nel 2003, i Jon Oliva's Pain. La band ha pubblicato un album intitolato 'Tage Mahal nel 2004, e ha firmato per la AFM Records nel marzo 2006 per la pubblicazione del loro secondo album Maniacal Renderings e del terzo album Global Warning uscito nel 2008, il quarto album Festival è uscito il 19 febbraio del 2010.
Nello stesso anno 2010, ha partecipato all'album Angel of Babylon degli Avantasia cantando nella traccia "Death Is Just A Feeling". Nel 2012 ha partecipato all'album Era degli Elvenking cantando nelle tracce I am the moster e Forget-me-not. Nel 2014 ha partecipato all'album F.E.A.R. dei Dawn of Destiny cantando in No hope for the healing, definita da Oliva "la migliore canzone che mi abbiano mai chiesto di cantare come ospite
".
Nel 2014 è stata annunciata la reunion dei Savatage per un concerto nell'ambito di Wacken 2015, festival che li vedrà al fianco della band sorella Trans-Siberian Orchestra'.
Il 29 ottobre 2024 ha annunciato di essere affetto da sclerosi multipla e di essere pertanto costretto a saltare una serie di concerti.
Il 1 aprile 2025 ha fatto sapere che, a causa di un serio incidente automobilistico, ha dovuto annullare altri concerti.

## Discografia

### Con i Savatage

#### Album studio
- Sirens (1983)
- The Dungeons Are Calling (1984)
- Power of the Night (1985)
- Fight for the Rock (1986)
- Hall of the Mountain King (1987)
- Gutter Ballet (1989)
- Streets: A Rock Opera (1991)
- Edge of Thorns (1993)
- Handful of Rain (1994)
- Dead Winter Dead (1995)
- The Wake of Magellan (1997)
- Poets and Madmen (2001)

#### Live
- Japan Live '94 (1995)
- Final Bell/Ghost in the Ruins (1995)

#### Raccolte
- From the Gutter to the Stage (1996)
- Believe (1998)
- The Best and the Rest (1997)

### Con i Doctor Butcher
- Doctor Butcher (1994)

### Con la Trans-Siberian Orchestra
- Christmas Eve and Other Stories (1996)
- The Christmas Attic (1998)
- Beethoven's Last Night (2000)
- The Lost Christmas Eve (2004)
- Night Castle (2008)

### Con i Jon Oliva's Pain
- 'Tage Mahal (2004)
- Maniacal Renderings (2006)
- Global Warning (2008)
- Festival (2010)

### Come Oliva
- Raise the curtain (2013)